# Park Je-ga
Park Je-ga(Hangul:박제가, Hanja:朴齊家, 5 de novembro de 1750 - 25 de abril de 1815) foi um político e economista, Neo-Confucionismo filósofo, diplomata de Coreano dinastia Joseon. e um seguidor de Park Ji-won. um pseudônimo foi Chojong(초정;楚亭), Jongyu(정유;貞否), Wihangdoin(위항도인;葦杭道人).